# Datació urani-plom
La datació urani-plom (U-Pb) és un dels sistemes més antics i refinats de datació radiomètrica. Es pot usar per datar roques que es van formar i cristal·litzar des de fa 1 milió d'anys fins a 4,5 mil milions d'anys amb precisions dins del rang de percentatge de 0,1-1.
El mètode de datació urani-plom es basa en dues cadenes de desintegració, la sèrie d'urani de 238U a 206Pb, amb un temps de vida mitjana de 4,47 mil milions d'anys i la sèrie de l'actini d'235U a 207Pb, amb un temps de vida mitjana de 704 milions d'anys.

## Rutes de desintegració
Aquestes rutes de desintegració de l'urani a plom es donen per mitjà de desintegració alfa (i beta), on 238U amb els núclids filles pateixen un total de vuit desintegracions alfa i sis de beta, mentre que 235U amb els núclids filles tan sols experimenten set desintegracions alfa i quatre de beta.
L'existència de dues rutes "paral·leles" de desintegració d'urani-plom han portat al desenvolupament de múltiples tècniques de datació per al sistema U-Pb. El terme datació d'U-Pb normalment implica l'ús acoblat de les dues rutes de desintegració en el "diagrama de concòrdia" (veure a baix).
No obstant això, l'ús d'una sola desintegració (usualment 238U a 206Pb) porta al mètode de datació isócrona U-Pb, anàleg al mètode de datació rubidi-estronci.
Finalment, també es poden determinar les edats mitjançant sistema U-Pb per anàlisi dels quocients de l'isòtop Pb. Això s'anomena mètode de datació plom-plom. Clair Cameron Patterson, un geoquímic americà pioner en l'estudi de mètodes radiomètrics de datació urani-plom, és famós per haver-lo usat per obtenir una de les primeres estimacions més precises de l'edat de la Terra.

## Minerologia
La datació urani-plom es realitza normalment en el mineral de zircó (ZrSiO₄), tot i que també es poden usar altres minerals com ara la monazita, titanita i baddeleyita.
El mineral zircó conté àtoms d'urani i tori en la seva estructura cristal·lina, però rebutja fortament els àtoms de plom. Per tant, es pot assumir que tot el contingut de plom en el zircó és radiogènic.
Les tècniques de datació d'urani-plom també han estat aplicades a altres minerals com la calcita/aragonita i altres minerals carbonats. La datació amb aquests tipus de minerals sol tenir una precisió menor que amb minerals metamòrfics i ignis. No obstant això, són més comuns en el registre geològic.

## Interacció entre minerologia i desintegració radioactiva
Durant el decaïment alfa, el cristall de zircó pateix danys a causa de la radiació. Aquests danys es concentren en els seus núclids pare (U i Th), de manera que s'expulsa el núclid filla (Pb) de la seva posició original en l'estructura cristal·lina de zircó.
A les zones on la concentració del núclid pare és elevada, els danys a l'estructura cristal·lina són considerables i s'acabaran interconnectant les diferents zones afectades per radiación. Petites esquerdes i les petjades de fissió del cristall s'estendran encara més el dany per radiació en la xarxa cristal·lina.
Aquestes petjades de fissió actuen, inevitablement, com conductes profunds dins el cristall. Així, proporcionen una via que afavoreix la lixiviació d'isòtops de plom del cristall de zircó.

## Consideracions químiques
Quan no hi ha pèrdua o guany de plom pel que fa als voltants del sistema, l'edat del zircó es pot calcular mitjançant la llei de desintegració exponencial.
{\displaystyle N_{\mathrm {} }=N_{\mathrm {0} }e^{-\lambda t}\,}
On:
- {\displaystyle N_{\mathrm {} }} és el nombre d'àtoms d'urani mesurats ara.
- {\displaystyle N_{\mathrm {0} }} és el número d'àtoms d'uranio originals (igual a la suma dels àtomos de plom i urani mesurats ara).
- {\displaystyle \lambda } és la constant de desintegració de l'urani.
- {\displaystyle t} és l'edat del mineral de zircó que es vol determinar.

Així, l'equació anterior és igual a:
{\displaystyle N_{\mathrm {U} }=\left(N_{\mathrm {U} }+N_{\mathrm {Pb} }\right)e^{-\lambda _{\mathrm {U} }t}\,}
Que es pot arreglar i donar:
{\displaystyle {{N_{\mathrm {U} }} \over {N_{\mathrm {U} }+N_{\mathrm {Pb} }}}=e^{-\lambda _{\mathrm {U} }t}\,}
I simplificat:
{\displaystyle 1+{{N_{\mathrm {Pb} }} \over {N_{\mathrm {U} }}}=e^{\lambda _{\mathrm {U} }t}\,}